# Premio Ina Nobuo

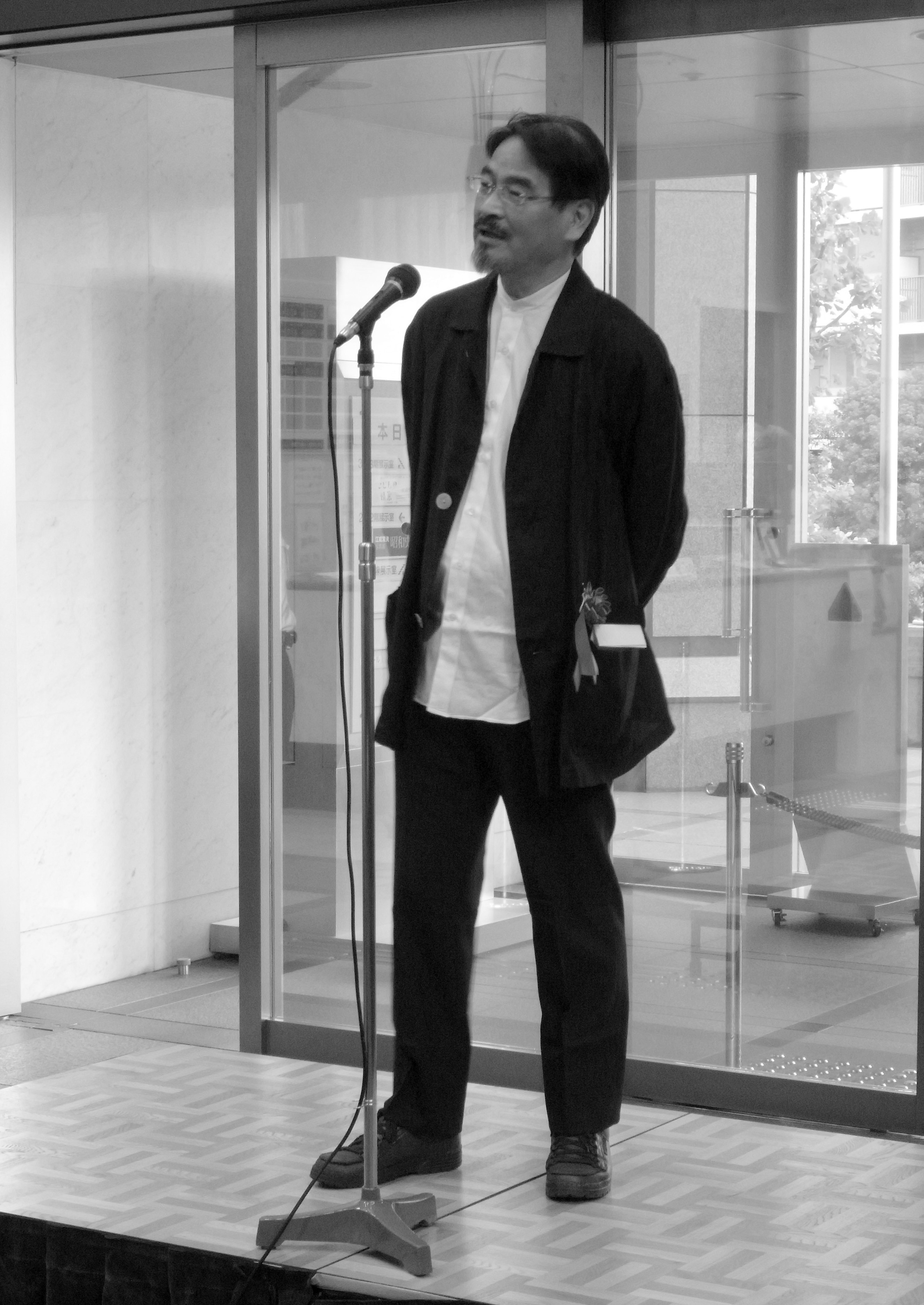
Hiroh Kikai, ganador del premio en 1988.

El Premio Ina Nobuo (en japonés 伊奈信男賞, Ina-Nobuo-shō) es un premio de fotografía otorgado cada año desde 1976 en el Salón Nikon y patrocinado por Nikon. Supone el reconocimiento a la mejor exposición fotográfica de la obra de un fotógrafo japonés que se ha realizado entre octubre y septiembre, recibiendo su nombre del crítico japonés Ino Nobuo que fue el director del Salón Nikon desde 1968 a 1978.
Los premiados han sido:
|    |      |                                  |
|    | Año  | Fotógrafo                        |
| 1  | 1976 | Gashō Yamamura                   |
| 2  | 1977 | Masahisa Fukase                  |
| 3  | 1978 | Hiromi Tsuchida                  |
| 4  | 1979 | Satoshi Kuribayashi              |
| 5  | 1980 | Bishin Jumonji                   |
| 6  | 1981 | Meitoku Itō                      |
| 7  | 1982 | Shinzō Hanabusa, Shisei Kuwabara |
| 8  | 1983 | Gorō Nakamura                    |
| 9  | 1984 | Akihisa Masuda                   |
| 10 | 1985 | Masao Gozu                       |
| 11 | 1986 | Shigeichi Nagano                 |
| 12 | 1987 | Ichirō Tsuda                     |
| 13 | 1988 | Hiroh Kikai                      |
| 14 | 1989 | Noriaki Yokosuka                 |
| 15 | 1990 | Chuyung Yoon                     |
| 16 | 1991 | Akihiro Sakaki                   |
| 17 | 1992 | Kiyoshi Suzuki                   |
| 18 | 1993 | Kunihiro Suzuki                  |
| 19 | 1994 | Eimu Arino                       |
| 20 | 1995 | Hiromi Eguchi                    |
| 21 | 1996 | Yoshikazu Minami                 |
| 22 | 1997 | Michio Yamauchi                  |
| 23 | 1998 | Mitsuhiro Kamimura               |
| 24 | 1999 | Shunji Dodo                      |
| 25 | 2000 | Hideaki Uchiyama                 |
| 26 | 2001 | Hiroshi Yamazaki                 |
| 27 | 2002 | Seiichi Furuya                   |
| 28 | 2003 | Hiroshi Ōshima                   |
| 29 | 2004 | Kiyotaka Shishito                |
| 30 | 2005 | Nobuo Shimose                    |
| 31 | 2006 | Chihiro Minato                   |
| 32 | 2007 | Keizō Kitajima                   |
| 33 | 2008 | Kenshichi Heshiki                |
| 34 | 2009 | Oota Zyuniti                     |
| 35 | 2010 | Hitoshi Fugo                     |
| 36 | 2011 | Yi Sangil                        |
| 37 | 2012 | Brian Y. Sato                    |
| 38 | 2013 | Kōgorō Suzuki                    |
| 39 | 2014 | Osamu Kanemura                   |
| 40 | 2015 | Atsushi Okuyama                  |
| 41 | 2016 | Fujioka Aya                      |
| 42 | 2017 | Kanno Panda                      |
| 43 | 2018 | Inbe Kawori                      |